# Erich Honecker
Erich Ernst Paul Honecker (Neunkirchen, Reino de Prusia, 25 de agosto de 1912-Santiago de Chile, 29 de mayo de 1994) fue un político comunista alemán, secretario general del Partido Socialista Unificado (1971-1989) y presidente de la República Democrática Alemana (1976-1989).
Durante el periodo nazi estuvo encarcelado por las autoridades debido a su militancia comunista, y fue liberado en 1945 con el fin de la Segunda Guerra Mundial. De 1971 a 1989 fue secretario general del Partido Socialista Unificado de Alemania (PSUA) y entre el 29 de octubre de 1976 y el 18 de octubre de 1989 fue presidente del Consejo de Estado de la RDA. Tras la caída del Muro de Berlín se trasladó a Moscú para evitar ser enjuiciado en la Alemania reunificada acusado de ser responsable de la muerte de 192 personas que intentaron cruzar el muro durante su mandato, para luego buscar asilo en la embajada de Chile, donde encontró refugio debido a un cáncer de hígado. Falleció en 1994.

## Biografía

### Primeros años
Nació como hijo de un minero comunista. En 1926 se afilió a la Liga de los Jóvenes Comunistas de Alemania y en 1930 al Partido Comunista de Alemania (KPD). Ese mismo año fue enviado a la Escuela Internacional Lenin en Moscú, y regresó a su país en 1931. En diciembre de 1935 fue arrestado por los nazis y condenado a diez años de prisión por su militancia política. Permaneció en prisión hasta el final de la Segunda Guerra Mundial en 1945.
Al finalizar la guerra, fue uno de los dirigentes comunistas que, junto a Wilhelm Pieck y Walter Ulbricht, entre otros, encabezaron la unificación con las agrupaciones del SPD en el este del país, fundando el Partido Socialista Unificado de Alemania (SED). En las elecciones de octubre de 1946, fue elegido diputado y en 1950 ya era miembro del secretariado del Comité Central del SED.

### Líder de la RDA

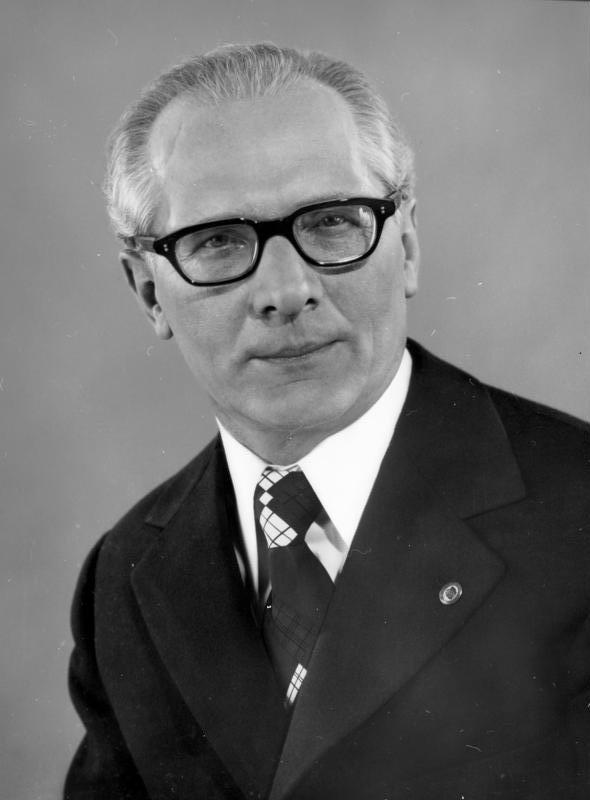
Honecker en 1976

Si bien Ulbricht había reemplazado la economía dirigida del estado con, en primer lugar, el "Nuevo Sistema Económico", luego el Sistema Económico del Socialismo, mientras buscaba mejorar la economía en crisis del país, Honecker declaró que la tarea principal debía ser, de hecho, alcanzar la "unidad de la política económica y social", esencialmente a través de la cual se elevarían los niveles de vida (con mayores bienes de consumo) a cambio de lealtad política.
Siendo ya uno de los principales dirigentes de la República Democrática Alemana desde su fundación en 1949, Honecker desplazó del poder al más ortodoxo Walter Ulbricht en 1971, convirtiéndose en secretario general del SED y presidente del Consejo de Defensa Nacional. Finalmente, en 1976 asumió la presidencia del Consejo de Estado de la RDA.
Bajo el liderazgo de Honecker, la Alemania Oriental adoptó un programa de "socialismo de consumo", que resultó en una marcada mejora en los niveles de vida que ya eran los más altos entre los países del Bloque del Este. Se prestó más atención a la disponibilidad de bienes de consumo y se aceleró la construcción de nuevas viviendas, con la promesa de Honecker de "resolver el problema de la vivienda como un tema de relevancia social". Sus políticas estuvieron inicialmente marcadas por una liberalización hacia la cultura y el arte, aunque se trataba menos de la sustitución de Ulbricht por Honecker y más con fines propagandísticos. Mientras que 1973 trajo el Festival Mundial de la Juventud y los Estudiantes a Berlín Este, pronto los artistas disidentes como Wolf Biermann fueron expulsados y el Ministerio de Seguridad del Estado aumentó sus esfuerzos para suprimir la resistencia política. 
Honecker siguió comprometido con la expansión de la frontera interior de Alemania y la política de "orden de disparar" a lo largo de ella.
Honecker recibió reconocimientos personales de alto perfil adicionales, incluidos doctorados honorarios en letras humanas de Corea del Norte en la  Universidad Kim Il-sung en 1974, La Universidad de Las Tunas de Cuba en 1979 y la Universidad Sadam Huseín de Irak en 1983, doctorados honorarios en administración de empresas de la Universidad Humboldt de Berlín Oriental en 1976, la Universidad de Nihon de Tokio en 1981 y la London School of Economics en 1984 y la Orden Olímpica del COI en 1985.  En particular, los esfuerzos de Honecker para expandir la limitada independencia de Alemania Oriental en el ámbito de la política exterior son a día de hoy bien recibidos.

### Caída del Muro de Berlín
Opuesto a la perestroika impulsada por el secretario general del PCUS, Mijaíl Gorbachov, fue sorprendido  por los acontecimientos que llevaron a la caída del Muro de Berlín en noviembre de 1989. Sus problemas de salud le habían obligado a dimitir el 18 de octubre de ese mismo año, siendo sustituido por el joven Egon Krenz.
Tras la instauración de un régimen pro-occidental en la RDA, Honecker permanece unos meses en un hospital militar del Ejército Rojo, debido a su delicado estado de salud. Del 30 de enero al 3 de abril de 1990 Erich Honecker y su esposa Margot Honecker fueron acogidos por el pastor evangélico Uwe Holmer y su esposa Sigrid, en la casa familiar que la familia tenía en la localidad alemana de Lobetal (en Bernau bei Berlin).
Consumada la Reunificación alemana en octubre de 1990, Honecker viaja a la URSS para evitar que las autoridades de la República Federal de Alemania lo juzguen. Ya en la URSS, en 1991 Honecker se refugia en la embajada de Chile en Moscú en calidad de huésped del embajador chileno Clodomiro Almeyda, hecho que provoca una crisis diplomática entre Alemania y Chile.

### Juicio, prisión y muerte en Chile
Finalmente, transcurridos varios meses de refugio y tras la desaparición de la propia URSS, Honecker abandonó la embajada chilena a inicios de 1992 y fue arrestado por las autoridades de la Federación Rusa en cumplimiento de un pedido de extradición hecho por la República Federal de Alemania, acusado de asesinato por las muertes de fugitivos en el Muro de Berlín. Honecker estuvo preso entre 1992 y 1993 en la cárcel de Berlín-Moabit, donde redactó sus memorias políticas. Fue procesado por la muerte de 68 de las personas que murieron intentando cruzar el Muro de Berlín durante su mandato, pero debido a su grave estado de salud fue liberado y emigró a Chile a fines de 1993, país del cual había acogido a unas dos mil personas, mayormente militantes de izquierda huyendo de la dictadura militar de Augusto Pinochet, donde residía su hija Sonja.
Falleció en Santiago de Chile a los 81 años de edad el 29 de mayo de 1994, víctima de un cáncer de hígado. Al día siguiente sus restos fueron cremados en el Cementerio General de Santiago. Estuvo casado con Margot Honecker, quien fuera ministra de Educación Popular durante su gobierno.

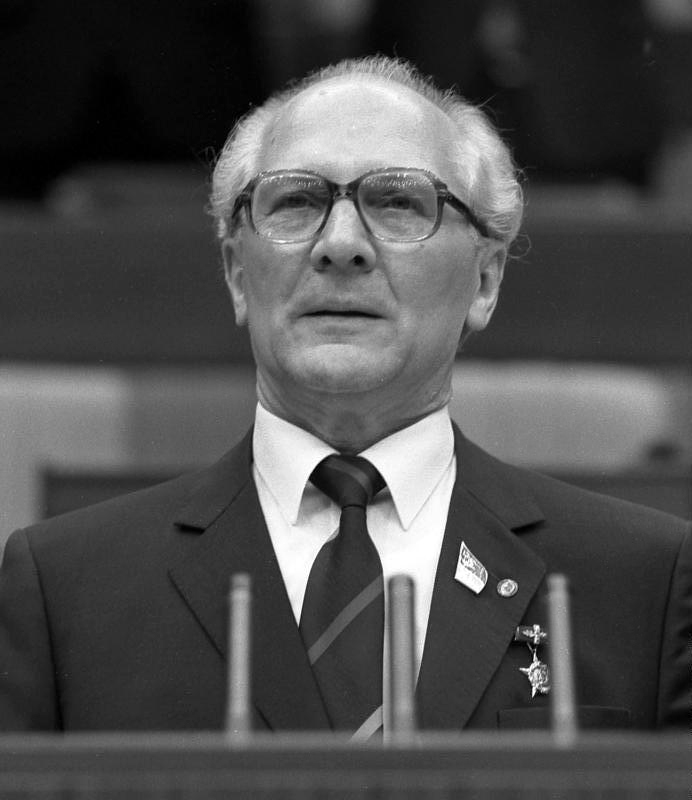
Honecker durante el XI Congreso del PSUA, 1986
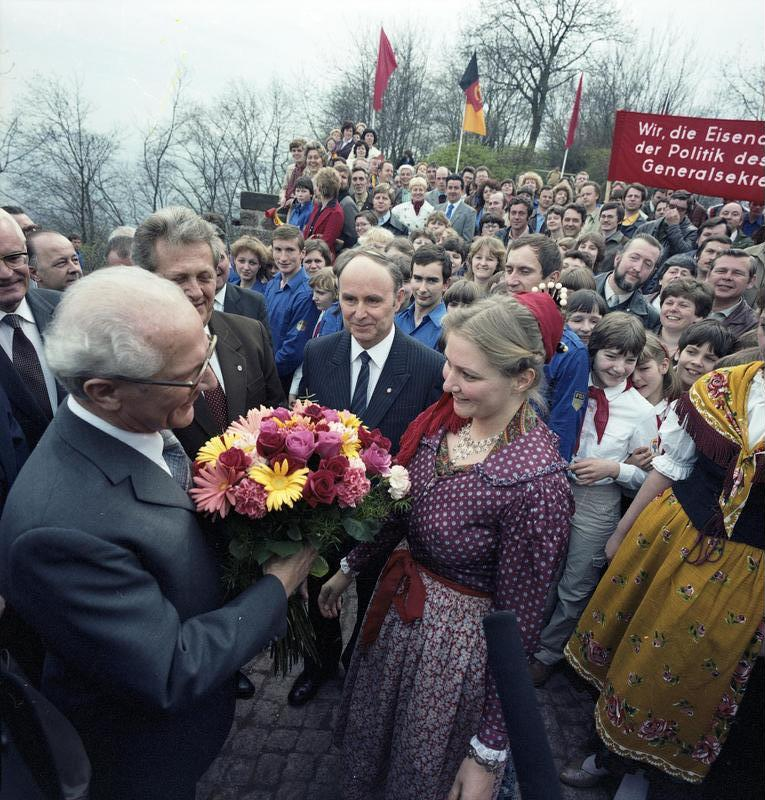
Honecker en un acto público, 1983
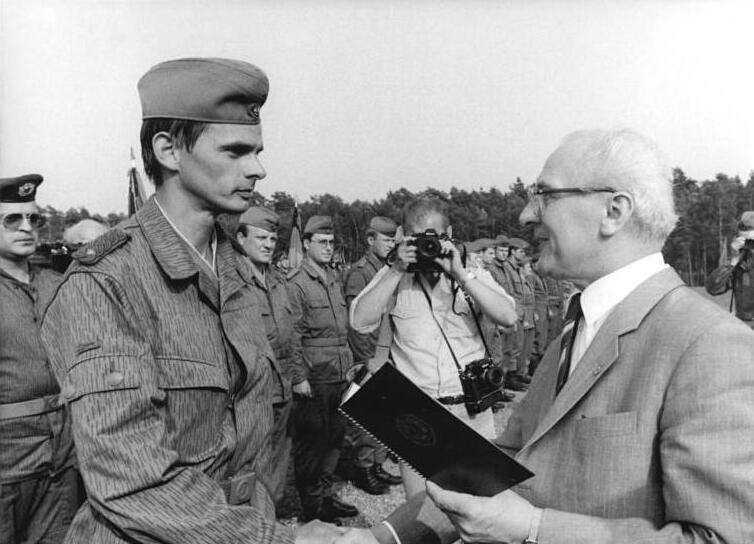
Honecker saludando tropas de la NVA, 1984
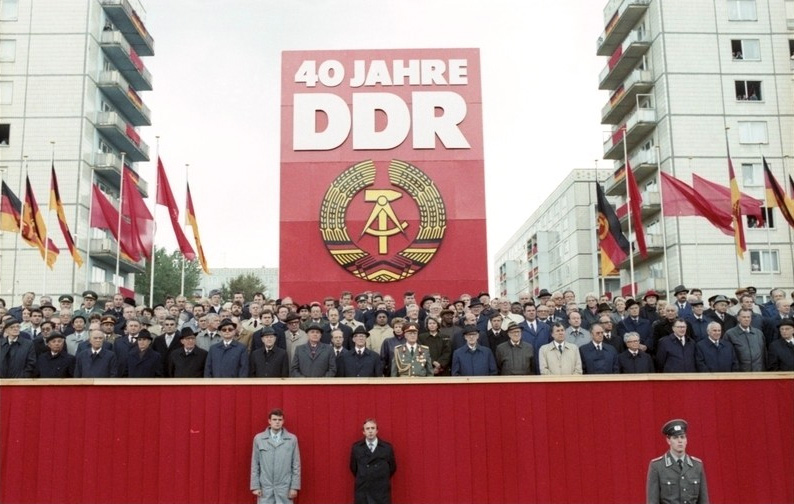
Honecker en los actos por el XL aniversario de la RDA, 1989

## Citas
«Yo, desde los quince años de edad luché por el socialismo: primero en libertad, después durante muchos años como preso en una cárcel de los nazis; más tarde otra vez en libertad durante la reconstrucción de un país en ruinas y la construcción del socialismo; luego como estadista y jefe de Estado; y finalmente de nuevo como preso político en manos del enemigo de clase. Son diferentes tareas que al revolucionario le tocan para servir siempre a la misma causa. Y así será hasta que me muera».

## Obras
- Algo de mi vida, México: Pergamon, 1981, ISBN 0-08-028-1567.
- Notas de la cárcel. Escritas en la prisión de Berlin-Moabit entre 1992 y 1993.[12]

## Condecoraciones

### De la RDA
- Orden del Mérito Patriótico en Grado Oro (1955).[16]
- Héroe del Trabajo (1962).[16]
- Bandera del Trabajo (1963).[16]
- Orden de Karl Marx (1969, 1972, 1977, 1982 y 1985).[16]
- Héroe de la República Democrática Alemana (1982 y 1987).[16]
- Policía Popular Honorario del Ministerio del Interior.[17]
- Empleado Honorario del Ministerio para la Seguridad del Estado.[17]

### De otros Estados
- Orden de Lenin, URSS (1972, 1982 y 1987).[16]
- Orden Nacional José Martí, Cuba (1974).[18]
- Orden de la Revolución de Octubre, URSS (1977).[16]
- Gran Estrella de Honor por Servicios a la República de Austria (1980).[17]
- Héroe de la Unión Soviética (1982).[16]
- Orden de Klement Gottwald por la Construcción de la Patria Socialista, Checoslovaquia (1982).[16]
- Orden Playa Girón, Cuba (1982).[19]
- Orden al Mérito, Polonia (1982).[20]
- Orden Augusto César Sandino, Nicaragua (1986).[21]
- Orden de la Victoria del Socialismo, Rumania (1987).[16]
- Orden del León Blanco, Checoslovaquia (1987).[22]

### De otras entidades
- Orden Olímpica, Comité Olímpico Internacional (1985).[23]
- Doctorado honoris causa en Leyes de la Universidad Nihon, Japón (1981) «por sus esfuerzos continuos por la paz».[24]
- Doctorado honoris causa de la Universidad Complutense de Madrid, España (1989).[25]

## En la cultura popular

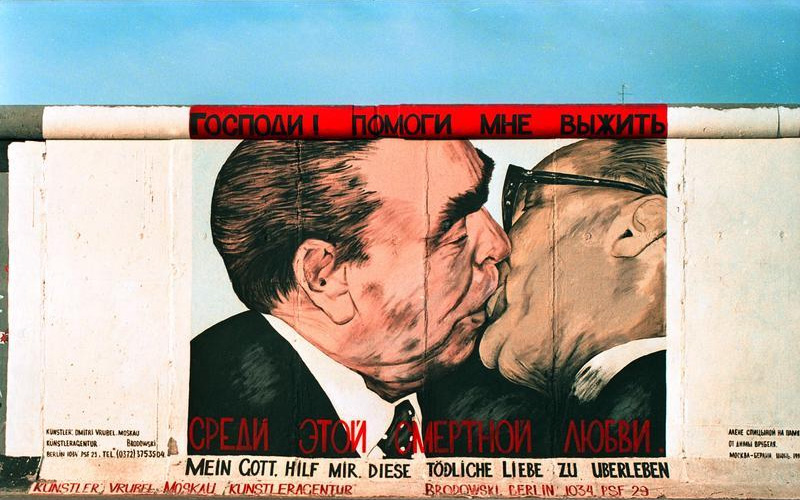
"Brotherhood Kiss", famoso mural sobre el muro de Berlín basada en el beso de Brezhnev y Honecker.

- Honecker fue protagonista de una famosa fotografía besando fraternalmente al líder soviético Leonid Brézhnev. La fotografía se tomó en 1979, durante la celebración del 30.º aniversario de la RDA.[26] La imagen fue la inspiración para el famoso mural titulado "Brotherhood Kiss", pintado por el artista Dmitri Vrubel sobre el muro de Berlín (East Side Gallery).